# بوب بلاكبيرن
بوب بلاكبيرن هو لاعب هوكي الجليد كندي، ولد في 1 فبراير 1938 في رووان نوراندا في كندا، وتوفي في 24 أكتوبر 2016.

## وصلات خارجية
- بوب بلاكبيرن على موقع دوري الهوكي الوطني (الإنجليزية)
- بوب بلاكبيرن على موقع قاعة مشاهير الهوكي (لاعب أن.إتش.أل) (الإنجليزية)
- بوب بلاكبيرن على موقع EliteProspects.com (الإنجليزية)
- بوب بلاكبيرن على موقع HockeyDB.com (الإنجليزية)
- بوب بلاكبيرن على موقع Hockey-Reference.com (الإنجليزية)